# 伊藤敬子 (アナウンサー)
伊藤 敬子（いとう けいこ、1972年7月18日 - ）は、ライトハウスに所属していた日本のフリーアナウンサー。

## 来歴
滋賀県出身。同志社大学文学部英文学科卒業。生田教室修了。
大学を卒業後、富山テレビ放送 (BBT) のアナウンサーになる。在籍中、1998年の第14回FNSアナウンス大賞で奨励賞を、1999年の第15回FNSアナウンス大賞番組部門でブロック賞を受賞した。
富山テレビを退社してからは、関東地方の番組やBS放送の番組でキャスターを務めている。

## 担当番組

### テレビ番組
- BBTスーパーニュース（富山テレビ） - メインキャスター
- 湘南ランチMap（J:COM 湘南） - リポーター[3]
- Do!WATCH!（チバテレビ） - ナビゲーター[3]
- i-style（BS-i） - ナレーター[3]
- TOKYOモーニングサプリ（TOKYO MX） - 「TOKYOインフォメーション」担当キャスター
- 日曜フォーラム → TVシンポジウム（NHK教育テレビ） - ナレーター
- INsideOUT（BS11） - キャスター
- 宝くじドリームサテライト（BS11） - 火曜キャスター
- 元気な明日〜医療と介護の最新情報〜（BS日テレ） - ナビゲーター

### ラジオ番組
- 健康知りたい話（ラジオ日本） - パーソナリティ